# OpenStack
Az OpenStack egy infrastruktúra-szolgáltatás projekt, egy szabad szoftver, amelyet Apache Licenc alatt bocsátanak ki. A projektet az OpenStack alapítvány irányítja, egy nonprofit szervezet, amelyet 2012 szeptemberében hoztak létre.
A projekthez több, mint 200 cég csatlakozott, köztük az AMD, a Canonical, a Cisco, a Dell, az Ericsson, a HP, az IBM, az Intel, a NEC, a Rackspace, a Red Hat, a SuSE, a VMware, és a Yahoo!.
A projekt több alprojektből áll, amelyek irányítják a tárhely, a számítási kapacitás és a hálózat felhasználását egy adatközpontban. Mindehhez egy web felületet biztosít, amelyen a felhasználók virtuális gépeiket hozhatják létre, illetve a rendszergazdák felügyelhetik a rendszer erőforrásait.
A projekt 6 hónapos ciklusokban adja ki a szoftvert, ez alatt a 6 hónap alatt több mérföldkövet határoznak meg.

## Történet
Az OpenStack projektet a RackSpace és a NASA indította közösen 2010 júliusában. A projekt célja az volt, hogy segítsenek felhő alapú számítástechnikai szolgáltatások létrehozásában. Az első forráskódok a NASA Nebula nevű rendszeréből, valamint a RackSpace Cloud Files Platform szoftveréből származtak. 2011-ben az Ubuntu Linux-disztribúció fejlesztői döntöttek az OpenStack integrálásáról.

## Komponensek

### Openstack Compute (Nova)
Az Openstack Compute vezérli a számítási erőforrások felhasználását egy OpenStack rendszerben többféle virtualizációs technológiával: KVM és XenServer hypervisorok, Hyper-V vagy akár Linux container technológiák, mint az LXC.
A vállalati szintű infrastruktúrákban való széles körű integrációjának következtében az elmúlt évek során nagyon fontossá vált az OpenStack-alapú infrastruktúrák teljesítmény-monitorozása. Ez a Nova, Keystone, Neutron, Cinder, Swift és más komponensek teljesítményének mérésével lehetséges, valamint a RabbitMQ szolgáltatás teljesítményének mérésével, ami az OpenStack üzenetküldő szolgáltatása.

### OpenStack Object Storage (Swift)
A Swift egy skálázható, redundáns adattároló rendszer. Az objektumok és fájlok több merevlemezre és több szerverre szétterítve tárolódnak, a Swift feladata az adatok replikációjának és integritásának biztosítása. Az adattároló fürt kapacitása egyszerűen új szerverek hozzáadásával lehetséges. Amennyiben egy szerver vagy egy merevlemez meghibásodik, az azon tárolt adatokat az OpenStack más aktív szerverekről új helyre másolja. Mivel az OpenStack szoftveres megoldást használ az adatok replikációjának és elosztásának megvalósítására, olcsó szerverekkel és merevlemezekkel is használható.

### OpenStack Block Storage (Cinder)
Az Object Storage (Cinder) perzisztens blokk szintű tároló eszközöket biztosít az OpenStack számítási példányoknak (compute instance). A blokk alapú tároló rendszer feladata a blokk eszközök létrehozása, illetve a szerverekre történő felcsatolása és leválasztása. A blokk alapú tároló rendszerek kötetei (volume) teljes mértékben integrálva vannak az OpenStack Compute és Dashboard komponensekbe, így lehetővé válik, hogy a felhő felhasználói saját maguk kezelhessék a tároló igényeiket. A lokális Linux szerver kötetei mellett képes kezelni számos, különböző tároló rendszert is - Ceph, CloudByte, Coraid, EMC (VMAX ésVNX), GlusterFS, IBM Storage (Storwize family, SAN Volume Controller, XIV Storage System és GPFS), Linux LIO, NetApp, Nexenta, Scality, SolidFire és HP (StoreVirtual és StoreServ 3Par eszközök). A blokk alapú tárolás megfelelő megoldás a teljesítmény orientált rendszerek esetén (adatbázisok, bővíthető fájl rendszerek, vagy olyan szervereknél, amelyek a hozzáférést biztosítanak a nyers, blokk szintű tároló rendszerhez. A snapshot menedzsment hatékony eszközt nyújt a blokk alapú tároló rendszerek kötetein található adatok visszaállítására. A snapshot-okat arra lehet használni, hogy visszaállítsanak vagy létrehozzanak egy új blokk alapú tároló kötetet.

### OpenStack Networking (Neutron)
A Neutron (korábban Quantum) feladata a hálózatok és IP-címek kezelése, biztosítja, hogy a hálózat ne legyen szűk keresztmetszet és lehetőséget ad a felhasználóknak, hogy kiszolgálják saját igényeiket.

### OpenStack Dashboard (Horizon)
A Horizon grafikus felületet biztosít a rendszergazdáknak és a felhasználóknak, amelyen keresztül hozzáférhetnek erőforrásaikhoz. A felépítése lehetővé teszi harmadik fél által fejlesztett szolgáltatások használatát is, mint számlázás vagy más alkalmazások.
A Dashboard csak egy lehetőség az OpenStack erőforrások használatára. A fejlesztők automatizálhatják a hozzáférést az EC2 vagy az OpenStack programozói felületen keresztül.

### OpenStack Identity Service (Keystone)
A Keystone a felhasználók központi adatbázisa, azonosítási rendszerként és olyan azonosítási szolgáltatásokkal működik együtt, mint az LDAP. Többféle azonosítási módszert tud használni, például felhasználónév és jelszó párost, kulcs-alapú azonosítást és AWS-szerű bejelentkezést.

## Amazon kompatibilitás
Az OpenStack kompatibilis az Amazon EC2 és Amazon S3 rendszerek programozási felületével, így az Amazon platformra írt rendszereket kis erőfeszítéssel lehet portolni OpenStack-re.

## Felhasználók
- PayPal[6] és EBay
- NASA
- Yahoo!
- CERN
- Wikimedia Labs

## Fordítás
Ez a szócikk részben vagy egészben  az   OpenStack című angol Wikipédia-szócikk fordításán alapul.  Az eredeti cikk szerkesztőit annak laptörténete sorolja fel. Ez a jelzés csupán a megfogalmazás eredetét és a szerzői jogokat jelzi, nem szolgál a cikkben szereplő információk forrásmegjelöléseként.